# Црква Рођења Пресвете Богородице у Кладарима
Црква Рођења Пресвете Богородице у Кладарима, насељеном месту на територији града Добој, припада Епархији зворничко-тузланској Српске православне цркве.

## Историјат
Према народном предању и према летопису Митрополије бањалучко-бихаћке из 1901. године, на месту данашњег храма, постојала је дрвена капела подигнута 1895. године. Када је други храм од тврдог материјала подигнут нема тачних података. Оно што указује на приближно време подизања ове цркве јесте звоно из 1923. године.
Током Другог светског рата храм су запалиле и оскрнавиле усташе. Након рата храм је обнављан дуже од десет година, да би био порушен 3. маја 1973. године, сачувавши звоник.
Градња новога храма почела је 1973. године. Након завршених радова храм је освештао 8. августа 1976. године, благословом епископа зворничко-тузланског Лонгина Томића, архијерејски замјеник протосинђел Василије Качавенда. Овај храм је постојао све до 12. септембра 2007. године, када је због трошности срушен.

## Градња
Постојећа црква посвећена Рођењу Пресвете Богородице димензија је у основи 16,90 х 11,80m, почела је да се гради од 7. новембра 2007. године, према пројекту Миломира Васиљевића и Обрада Радића из Добоја. Темеље храма освештао је 21. септембра 2008. године епископ зворничко-тузлански Василије, док је кум темеља био Обрен Петровић, начелник општине Добој.
Епископ зворничко-тузлански Фотије предводио 17. октобра 2020. године чин освећења новоизграђеног храма. Изградња је трајала 13 година уз подршку парохијана и Градске управе Добој. Кумови овог храма били су посланик у Парламенту БиХ Обрен Петровић и градоначелник Добоја Борис Јеринић, којима су уручени ордени краља Драгутина.Трећину средстава за изградњу ове светиње уложила је градска управа.
Иконостас од брестовог дрвета израдили су Живко и Вукан Вуковић из Шњеготине код Челинца.
Од старих парохијских матичних књига сачуване су неколико листова књиге рођених и крштених (1945—1949), књига венчаних (1945—1948), књига умрлих (1941—1948). У континуитету воде се парохијске матичне књиге рођених и крштених и венчаних од 1973. године, а књига умрлих од 1974. године.

## Филијални храмови
Филијални храмови Кладарске парохије су
- Храм Свете великомученице Марине – Огњене Марије у Зарјечи[3]
- Храм Светог апостола и јеванђелиста Марка у Малом Прњавору[4]
- Храм Преноса моштију Светог Николаја Мирликијског у Торинама[5]